# Carex gigantea
Carex gigantea är en halvgräsart som beskrevs av Edward Rudge. Carex gigantea ingår i släktet starrar, och familjen halvgräs. Inga underarter finns listade i Catalogue of Life.